# Pop (Gas)
Pop è il quarto album del progetto Gas di Wolfgang Voigt, pubblicato il 28 marzo 2000 dalla Mille Plateaux. 

## Composizione e pubblicazione
Pop si allontana dal sound cupo e ovattato dei primi album di Gas per abbracciare uno stile molto meno ritmico e più melodico, accessibile e pulito. Stando a quanto riporta il sito Ondarock, l'album è una summa dei tre dischi precedenti che "si insinua nell'animo come una visione d'un'alba primaverile: il sole che sorge lentamente, una fresca brezza alle spalle, qualche fronda che ondeggia e voli d'uccelli." Pop è anche il primo album a nome Gas ad essere uscito che presenta le tracce nello stesso ordine sia su vinile che su compact disc. La terza traccia appare in un formato esteso anche nel secondo cofanetto di Gas Box, uscito nel 2016.

## Accoglienza
| Recensione        | Giudizio |
| ----------------- | -------- |
| AllMusic          |          |
| Pitchfork         |          |
| Piero Scaruffi    |          |
| Ondarock          |          |
| Alternative Press |          |
| Muzik             |          |

Pop venne eletto sesto miglior album degli anni 2000 da Resident Advisor Venne anche inserito all'ottantacinquesimo posto tra i migliori album del decennio dalla rivista online Pitchfork. Nel 2016 Pitchfork lo inserì all'undicesimo posto della sua graduatoria dedicata ai migliori album ambient di tutti i tempi. AllMusic assegna il massimo dei voti a Pop e riporta che "sebbene tutti gli album di Gas siano opere fondamentali che gettano le basi del 'pop ambient' reso celebre dalla Kompakt negli anni seguenti, Pop rappresenta, assieme a Zauberberg, un coronamento e un punto di arrivo nella carriera di Voigt, e si ha pertanto l'impressione che sia destinato a rimanere l'ultimo album pubblicato da Voigt a nome Gas."

## Tracce
1. Untitled – 5:13
2. Untitled – 8:38
3. Untitled – 7:27
4. Untitled – 9:31
5. Untitled – 10:52
6. Untitled – 9:24
7. Untitled – 14:37